# Costa Vescovato
Costa Vescovato (piemontesisch Còsta) ist eine Gemeinde in der italienischen Provinz Alessandria (AL), Region Piemont.

## Lage und Einwohner
Der Ort liegt auf einer Höhe von 305 m über dem Meeresspiegel. Das Gemeindegebiet umfasst eine Fläche von 7,74 km² und hat 313 (Stand 31. Dezember 2023) Einwohner.
Die Nachbargemeinden sind Avolasca, Carezzano, Castellania, Cerreto Grue, Montegioco, Paderna und Villaromagnano.

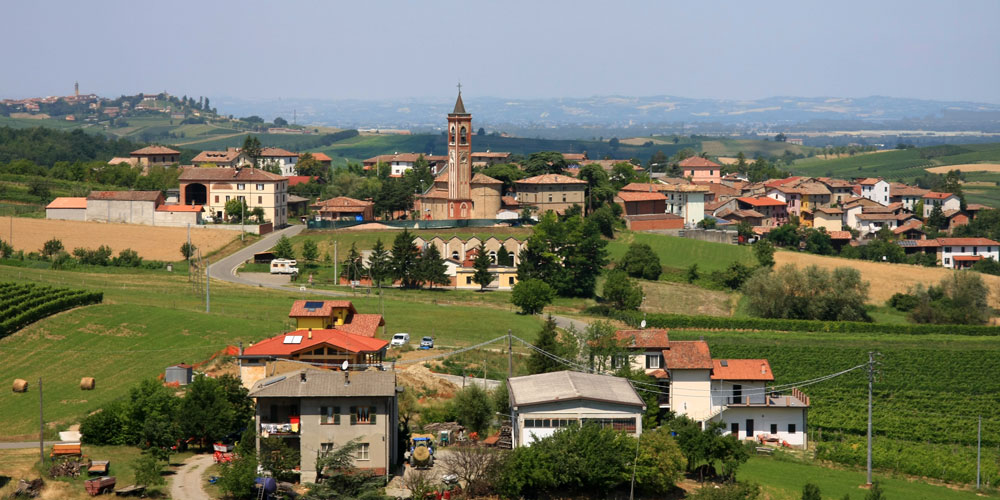
Fraktion Montale Celli

## Geschichte

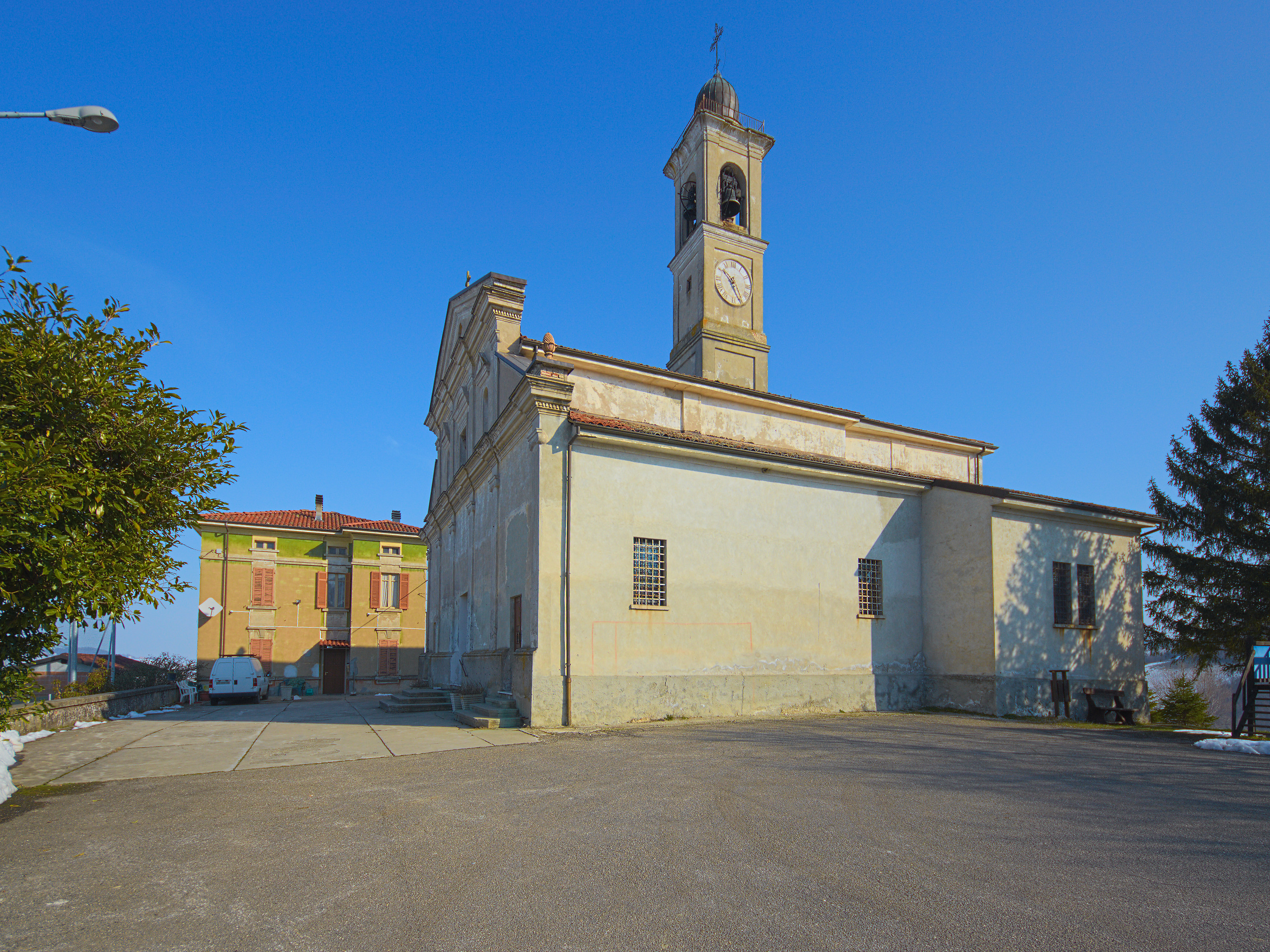
Kirche San Martino

Der etymologische Ursprung des Ortsnamens reicht bis ins Mittelalter zurück. Bis 1863 hieß der Ort einfach Costa und bezieht sich auf die Lage der Siedlung an den Hängen eines Berges. Die Determinante bezieht sich jedoch höchstwahrscheinlich auf das frühere bischöfliche Eigentum des Episkopats von Tortona.
Seit dem 12. Jahrhundert war dieser Ort auch Sitz der Pfarrei. Lange Zeit war es vom Episkopat von Tortona abhängig, das es dann 1795 mit dem Titel einer Grafschaft an die örtliche Herrschaft der Sobreri abtrat. Es ist nicht besonders reich an Denkmälern, die von seiner jahrhundertealten Geschichte zeugen können. Das einzige bemerkenswerte Gebäude ist die Kirche San Martino aus dem Jahr 1600.